# Macroscelides micus
Macroscelides micus är ett däggdjur i familjen springnäbbmöss som förekommer i södra Afrika. Den listas tillsammans med kortörad elefantnäbbmus i ett släkte.
Artepitet i det vetenskapliga namnet är bildat av det grekiska ordet mickros (liten). Djuret är den minsta kända springnäbbmusen.

## Utseende
Denna art har i motsats till kortörad elefantnäbbmus inga mörka pigment i huden vad som är synlig vid öronen och vid extremiteterna. Ovansidan är täckt av ljus gråbrun päls med en rödaktig skugga. Undersidans päls är nästan helt vit. På svansens undersida finns ett 20 till 35 mm långt ställe med körtlar som är nakna och andra delar av svansen är täckta av korta hår. Håren blir vid svansens spets lite längre vad som liknar en tofs.
Arten blir med svans 170 till 195 mm lång och svanslängden är 83 till 97 mm. Vikten ligger mellan 22,3 och 31,3 g och dräktiga honor kan vara lite tyngre. Liksom alla springnäbbmöss har Macroscelides micus en kort snabel vid munnen. Även snabeln är täckt av fina hår (förutom näsborrarna).

## Utbredning och ekologi
Fram till året 2015 var arten bara känd från ett 700 km² stort område i regionen Kunene i nordvästra Namibia. Det för arten lämpliga landskapet är 3000 km² stort. Området ligger 400 till 800 meter över havet. Macroscelides micus vistas i ett slättland vid foten av en bergstrakt. Området är en stenöken med rödaktiga lavaklippor. Den glest fördelade växtligheten består av gräs som torkar när regnfall saknas. Sällsynt hittas en ensam buske i området.
Macroscelides micus delar reviret med en annan nybeskriven art, Macroscelides flavicaudatus, och delvis med västlig elefantnäbbmus. Artens bon ligger troligtvis under stenplattor och den gräver så vid känd inga jordhålor.

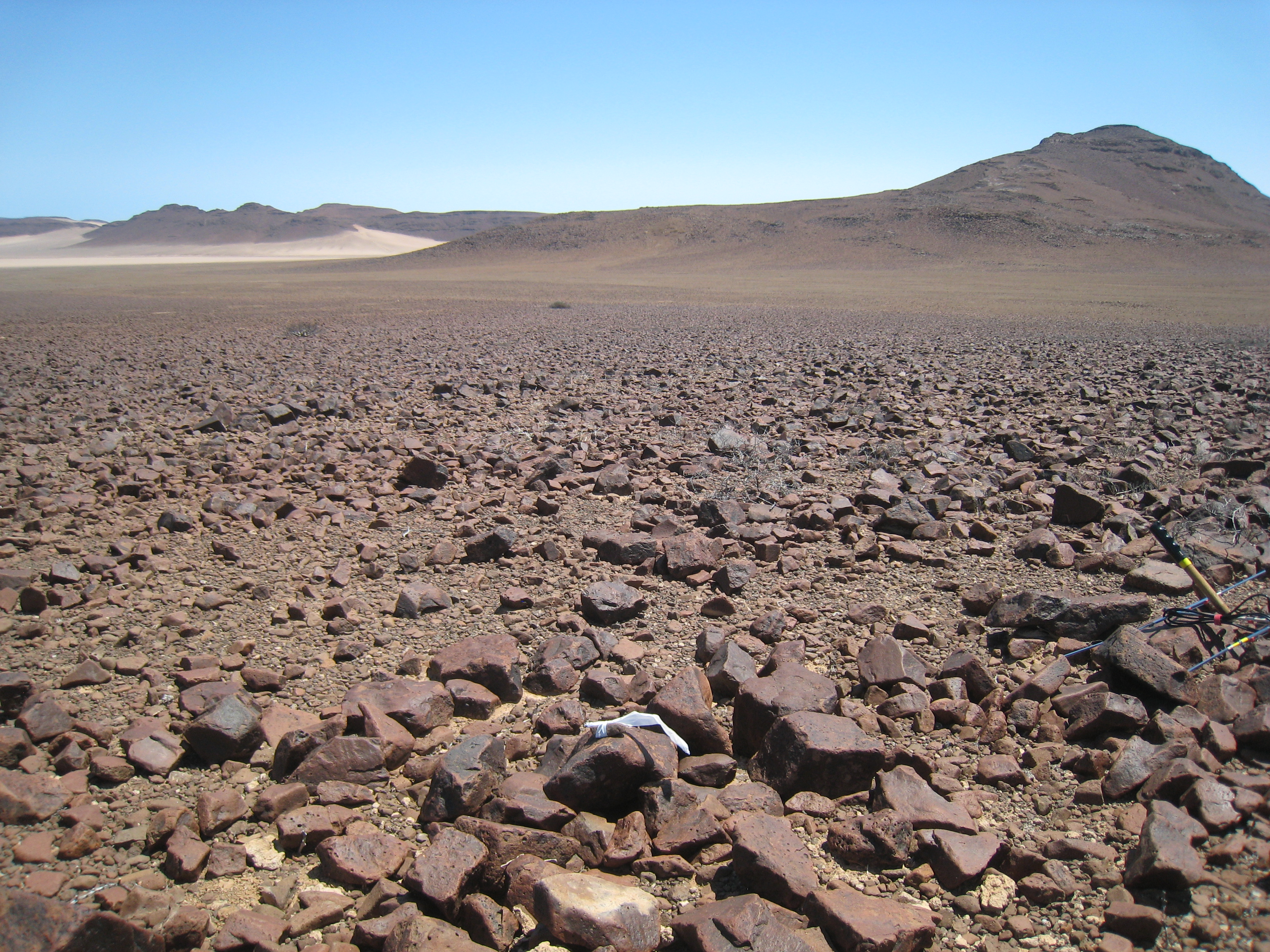
Typiskt landskap i utbredningsområdet
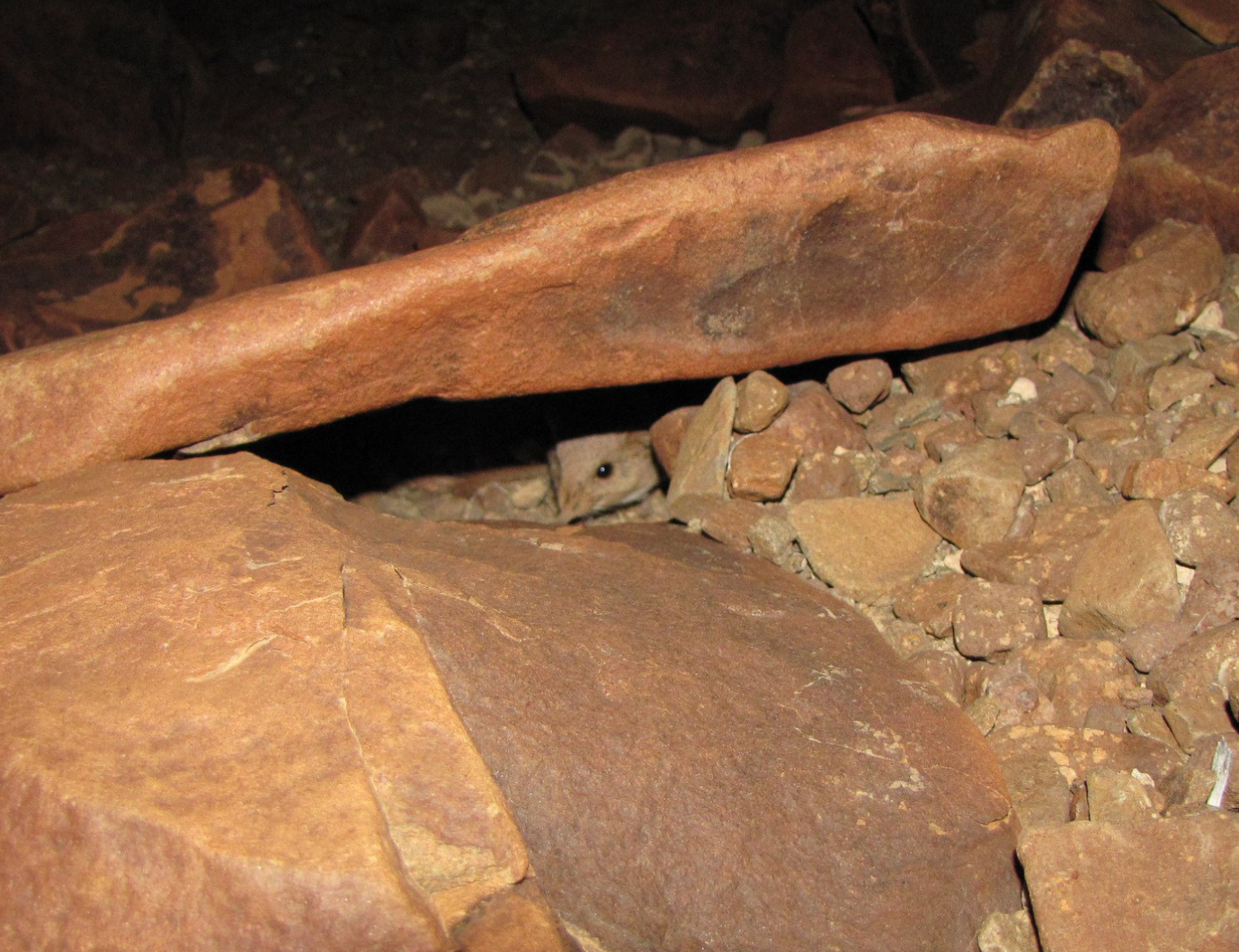
Exemplar som gömmer sig under en stenplatta

## Status
Etablering av betesmarker kan hota artens bestånd men denna förändring är mindre trolig. IUCN listar Macroscelides micus som livskraftig (LC).